# Doubs (řeka)
Doubs je řeka tekoucí na území Švýcarska (Neuchâtel, Jura) a Francie (Franche-Comté, Burgundsko). Celková délka toku je 453 km. Plocha povodí měří 7710 km², z čehož podle 1310 km² leží ve Švýcarsku.

## Průběh toku
Pramení na západním svahu Jury. Na horním toku teče podél francouzsko-švýcarské hranice. Na středním toku protéká Burgundskou bránou. Na dolním toku se znovu stáčí na jihozápad protéká rovinou Brazey a ústí do Saôny zleva jako její největší přítok.

## Vodní režim
Nejvyšších vodních stavů dosahuje na jaře díky tajícímu sněhu. V létě hladina klesá a na podzim opět stoupá při povodních, které jsou způsobené dešti. Průměrný průtok na dolním toku činí 152 m³/s a maximální až 1750 m³/s.

## Využití
Na řece bylo vybudováno více než 20 vodních elektráren. Leží na ní města Besançon, Dole (Francie). Na středním a dolním toku vede v délce 86 km paralelně s řekou plavební kanál Rhône-Rýn.